# Comissão Norueguesa de Saúde
A Comissão norueguesa de saúde (norueguês: Statens helsetilsyn) é uma agência governamental que se encontra administrativamente sob o controle do Ministério da Saúde.

## Supervisão governamental dos serviços de saúde e serviços sociais
A finalidade desta supervisão governamental é assegurar o cumprimento de todas as leis e regulamentos
A Noruega possui uma abrangente legislação no que se refere a serviços de saúde e serviços sociais, que:
- estipula os requisitos dos serviços a serem prestados à população
- estipula os requisitos referentes à qualidade desses serviços
- regula as atividades dos profissionais de saúde por meio de autorizações estatais
- atribui direitos aos usuários dos serviços de saúde e serviços sociais, incluindo uma Lei especial para proteger os Direitos dos Pacientes.

Esta supervisão é igualmente aplicada em todos os serviços estatuários, independentemente de se estes são providenciados por hospitais propriedade do estado, autoridades locais, empresas privadas ou profissionais de saúde que gerem os seus próprios estabelecimentos de atendimento sanitário. 
No que concerne a sua política de gestão quotidiana as autoridades supervisoras são entidades independentes e em grande medida são elas próprias que estipulam as prioridades a estabelecer para determinar os temas ou áreas a serem supervisionadas. Para determinar prioridades são essencialmente tomadas como base de partida informações relacionadas com riscos e vulnerabilidade. 
Contribuições por parte das autoridades supervisoras:
- assegurar que os serviços de saúde e serviços sociais satisfazem as atuais necessidades da população.
- assegurar que os serviços de saúde e sociais são geridos seguindo normas aceitáveis de ética profissional.
- evitar deficiências na provisão de serviços.
- assegurar a eficaz e eficiente utilização dos recursos.

## Formas de supervisão

### Vigilância dos diversos setores da saúde
A vigilância por setores é uma supervisão que, desde uma perspectiva universal, consiste em recopilar, sistematizar e interpretar informações sobre os serviços de saúde e serviços sociais. A informação obtida proporciona a base necessária para determinar se as necessidades da população estão a ser devidamente atendidas.

### Inspeções programadas a provedores de serviços
Para realizar inspeções a provedores de serviços (autoridades locais, enfermarias, hospitais, etc.) fazemos uso de um sistema de auditoria no qual são utilizados métodos mundialmente reconhecidos. 
Ditas auditorias são realizadas através da revisão de documentos, entrevistas e inspeções assim como controles aleatórios. O relatório de uma inspeção descreve os pontos que não cumprem com o estipulado por lei ou pelos regulamentos, portanto as denominadas inconformidades. A autoridade supervisora realizará um seguimento minucioso de todas as inconformidades detectadas, juntamente com o máximo responsável do centro e a equipa de gestão, até que a situação esteja normalizada e cumpra com o estipulado por lei ou regulamentos. Todos os anos a Comissão Norueguesa de Saúde seleciona entre dois a quatro campos a inspecionar a nível nacional. 

### Casos individuais de deficiências nos serviços
A Comissão de Saúde Norueguesa recebe, a nível distrital, informações, relativas a possíveis deficiências, fornecidas por diferentes fontes (pacientes, membros familiares, empregadores, polícia, meios de comunicação). Aproximadamente 2.000 casos são anualmente investigados de modo a poder detectar a existência de infrações à lei ou regulamentos. Em casos com índices de deficiências a Comissão de Saúde Norueguesa pode agir contra os provedores de serviços proporcionando-lhes as instruções para retificar ditas situações ou implementando sanções contra os profissionais de saúde autorizados pelo estado. As sanções podem incluir avisos, revogação do direito de receitar determinados medicamentos, ou revogação da autorização para exercer a sua atividade profissional.

### Relatórios sobre incidentes que resultaram ou poderiam ter resultado em lesões significativas
A Comissão de Saúde Noruega é responsável pela MedEvent – este sistema informa sobre eventos de caráter adverso que ocorrem em centros de saúde especializados, elaborando relatórios sobre incidentes em centros de saúde especializados que ocasionaram ou poderiam ter ocasionado lesões em pacientes. Os hospitais estão estatutariamente obrigados a informar sobre ditos incidentes. 

### Queixas sobre serviços e desrespeito pelos direitos do paciente
A Lei dos Direitos dos Pacientes proporciona à população diversos direitos em matéria de assistência médico-sanitária. A lei estipula disposições referentes aos direitos dos pacientes a receber uma assistência médica adequada, a serem examinados por um especialista dentro de um período de 30 dias, a escolher o hospital onde desejam ser atendidos, aceder e corrigir os seus prontuários médicos, a participar assim como o direito à informação. Esta contém igualmente disposições referentes aos direitos especiais das crianças, consentimento a atendimento médico, e esquemas individuais para pacientes que requerem serviços médicos adicionais. 
A Lei dos Serviços Sociais estipula que as autoridades locais têm a obrigação de proporcionar à população os serviços necessários, incluindo informação, aconselhamento e orientação que possam assistir ou evitar problemas sociais, assistência prática, formação para pessoas que devido a determinadas doenças, incapacidades, idade ou outros motivos necessitem de um atendimento especializado. Proporcionar medidas de repouso e ajuda monetária para pessoas e famílias que têm ao seu encargo pacientes em situações de saúde difíceis, contactos de apoio para pacientes e familiares, assim como vagas em estabelecimentos ou acomodação com assistência médica 24 horas ao dia para todos aqueles que a necessitem. 
As autoridades supervisoras atendem anualmente, a nível distrital, entre 6.000 e 8.000 queixas.

### Uso dos achados e informações obtidas através dos trabalhos de supervisão
As autoridades supervisoras trabalham de forma ativa para assegurar que os provedores de saúde e serviços sociais façam uso de relatórios de supervisão, decisões referentes a casos individuais, relatórios de erros, e as publicações da Comissão de Saúde Norueguesa como fonte de informação que possam contribuir de forma positiva para melhores sistemas de gestão e melhorar a qualidade dos serviços prestados. 
Tantos achados como informações obtidas através dos trabalhos de supervisão ou qualquer outra informação adquirida e métodos de supervisão utilizados encontram-se à disposição do cidadão. 

## Estruturação
As autoridades supervisoras são: a Comissão de Saúde Norueguesa central, a Comissão de Saúde Norueguesa a nível provincial, e os governadores distritais.
A Comissão de Saúde Norueguesa é a suprema autoridade de supervisão a nível nacional. A Comissão de Saúde Norueguesa é composta por 85 empregados, dos quais aproximadamente 25 são advogados, 20 são médicos, 10-15 são profissionais de saúde não médicos, 5-10 são assistentes sociais, e aproximadamente 10 são cientistas sociais.  
A nível distrital a supervisão é executada pela Comissão de Saúde Norueguesa distrital (profissionais de saúde e assistência sanitária) e governadores distritais (serviços sociais).